# Günter Grimm
Günter Grimm (* 18. Mai 1940; † 17. September 2010 in Gusterath) war ein deutscher Klassischer Archäologe.
Grimm wurde 1969 an der Universität Frankfurt mit einer Arbeit über die römischen Mumienmasken aus Ägypten promoviert. Von 1970 bis 1974 war er Referent an der Abteilung Kairo des Deutschen Archäologischen Instituts. Von 1975 bis zu seiner Emeritierung 2008 war er Professor für Klassische Archäologie an der Universität Trier. Grimms Hauptforschungsgebiete waren das griechisch-römische Ägypten, insbesondere die Stadt Alexandria, und die Antikenrezeption. In Trier gründete er – gemeinsam mit dem Althistoriker Heinz Heinen und dem Ägyptologen Erich Winter – das Forschungszentrum „Griechisch-Römisches Ägypten“.

## Schriften
- Die Zeugnisse ägyptischer Religion und Kunstelemente im römischen Deutschland. Brill, Leiden 1969.
- Die römischen Mumienmasken aus Ägypten. Steiner, Wiesbaden 1974, ISBN 3-515-01828-X.
- Kunst der Ptolemäer- und Römerzeit im Ägyptischen Museum Kairo. Zabern, Mainz 1975.
- Tuna el-Gebel 1913–1973. Eine Grabung des deutschen Architekten W. Honroth und neuere Untersuchungen in Hermopolis-West (Tanis Superior). In: Mitteilungen des Deutschen Archäologischen Instituts Kairo 31 (1975), S. 221–236.
- Alexandria. Die erste Königsstadt der hellenistischen Welt. Bilder aus der Nilmetropole von Alexander dem Großen bis Kleopatra VII. Zabern, Mainz 1998, ISBN 3-8053-2328-X.
- Von der Liebe zur Antiken Welt. Kleine Schriften. Zabern, Mainz 2005, ISBN 3-8053-3556-3.
- Heroen. Götter. Scharlatane – Heilserwartungen und Heilsbringer der Antike. Zabern, Mainz 2008, ISBN 978-3-8053-3836-3.